# Cannabis en Andorra
La legalidad de cannabis en Andorra se rige por la Ley 9/2005. El uso recreativo y medicinal no son legales.

## Tráfico
Si es tracta de cannabis o droga de toxicitat similar, la pena ha de ser de presó fins a dos anys i multa fins al doble del valor de la droga.

El tráfico de cannabis puede ser castigado por hasta dos años en la prisión y las multas totalmente pliegan el valor del fármaco.

## Uso personal
El consum individual de cannabis o una droga de toxicitat similar en un local públic ha de ser castigat amb pena d’arrest o multa fins a 600 euros. Als efectes del present apartat, s’assimilen a local públic els llocs públics amb concurrència de persones.

El uso individual de cannabis o similar en un espacio público puede ser castigado por arresto, o por multas de hasta 600 Euros.